# Piptostigma longepilosum
Piptostigma longepilosum är en kirimojaväxtart som beskrevs av Adolf Engler. Piptostigma longepilosum ingår i släktet Piptostigma och familjen kirimojaväxter. Inga underarter finns listade i Catalogue of Life.